# Объект 280
Объект 280 — советская опытная боевая машина РСЗО М-14. Создана в конструкторском бюро Ленинградского Кировского завода. Серийно не производилась.

## История создания
В 1950-е годы в СССР было развёрнуто создание ракетных танков, в связи с этим в инициативном порядке в конструкторском бюро Ленинградского Кировского завода на базе лёгкого танка ПТ-76 была разработана боевая машина под обозначением «Объект 280». Разработкой руководил Л.И. Горлицкий. Первый образец машины был изготовлен в 1956 году, а в 1957 году машина прошла заводские испытания. Для прохождения государственных и войсковых испытаний была изготовлена небольшая опытная серия, однако демонстрация Правительству не была успешной и все работы в 1958 году по «Объекту 280» были свёрнуты.

## Описание конструкции
«Объект 280» выполнялся на базе танка ПТ-76 на крыше корпуса располагались две пусковые установки, на каждой из которых размещалось по 16 направляющих длиной 1100 мм. Стрельба могла вестись как одиночными выстрелами по одиночным целям, так и залпом по площадной позиции. Время полного залпа составляло от 7 до 10 секунд. Приведение машины в боевую готовность занимало от 1 до 2 минут. Перезарядка осуществлялась за 1—2 минуты. Пусковые установки могли вести стрельбу реактивными снарядами типа М-14, например осколочно-фугасными снарядами 53-ОФ-949 (М-14-ОФ).